# Ткибули
Ткибули (груз. ტყიბული) је град у Грузији у регији Имеретија. Према процени из 2014. у граду је живело 9770 становника.

## Становништво
Према процени, у граду је 2014. живело 9.770 становника.
| 1989.  | 2002.  | 2014. |
| ------ | ------ | ----- |
| 21.867 | 14.454 | 9.770 |